# Дорога в облака
Дорога в облака — восьмой альбом группы «Браво», вышедший в свет в 1994 году.

## Об альбоме
Это последний альбом группы (не считая концертного альбома Live in Moscow), в котором солистом выступил Валерий Сюткин, который через год покинул группу: 
Женя решил сделать музыку «Браво» более холодной, добавить туда больше британской загадочности, английского «соуса». А я был больше за «солнечную эстраду», смешанную с рок-н-роллом, какую обычно играют в Ялте на набережной. Это прямо слышно на альбоме, где были новые наработки Хавтана и мои. «Север и Юг», «Аэроплан», «Любите, девушки» — это линия, которую я гнул. Это был разный творческий поиск.
Альбом стал также последней работой в группе для трубача Сергея Бушкевича.
Валерий Сюткин принимал участие в создании всех песен альбома, кроме композиции «Замок из песка». Эта песня была исполнена Евгением Хавтаном.
Песня «Лучший город Земли» — это ремейк одноимённой песни 1964 года, который дуэтом исполнили Муслим Магомаев и Валерий Сюткин. За несколько лет до того Хавтан признавался в интервью «Программе А», что «Браво» хотело бы спеть с Магомаевым «Лучший город земли», а с Юрием Никулиным — «Песню про зайцев».
Выходу альбома предшествовал одноимённый сингл, включавший в себя композиции «Дорога в облака» (оригинал и техно-микс), «Любите, девушки» и «Замок из песка». На песни «Дорога в облака» и «Любите, девушки» были сняты клипы, причём в последнем группа снималась ещё в старом составе.
В 2016 году в рамках переиздания альбома для iTunes было добавлено два бонус-трека — «Король курорта» и «По волнам». Также было выпущено на CD лимитированное издание, включающее третий бонус-трек — песню «Наташа», вокальные партии в которой исполнялись Денисом Мажуковым.

## Приём и отзывы
Редакция «Афиша Daily» в ретроспективном обзоре творчества группы описала альбом как «заключительную часть „стиляжной“ трилогии, чуть более меланхоличную, чем „Стиляги из Москвы“ и „Московский бит“».

## Список композиций
| №                   | Название                                          | Автор(ы)                                    | Длительность |
| ------------------- | ------------------------------------------------- | ------------------------------------------- | ------------ |
| 1.                  | «Дорога в облака»                                 | Е.Хавтан, В. Сюткин, С.Патрушев             | 3:06         |
| 2.                  | «Однажды»                                         | Е.Хавтан, В. Сюткин, С.Патрушев             | 2:53         |
| 3.                  | «Любите, девушки»                                 | Е.Хавтан, В. Сюткин                         | 2:49         |
| 4.                  | «Стpaнa цветов»                                   | Е.Хавтан, В. Сюткин, С.Патрушев             | 4:09         |
| 5.                  | «Севеp и юг»                                      | Е.Хавтан, В. Сюткин                         | 2:37         |
| 6.                  | «В пятницу вечером»                               | Е.Хавтан, В. Сюткин, С.Патрушев             | 3:18         |
| 7.                  | «Блюз голубой луны»                               | Е.Хавтан, В. Сюткин, С.Патрушев             | 3:40         |
| 8.                  | «Пapень в лиловом сомбpepо»                       | Е.Хавтан, С.Комлев, В. Сюткин, К. Брейтбург | 3:20         |
| 9.                  | «Доктоp ночь»                                     | Е.Хавтан, В. Сюткин, С.Патрушев             | 3:30         |
| 10.                 | «Аэроплан»                                        | Е.Хавтан, В. Сюткин, С.Патрушев             | 2:53         |
| 11.                 | «Замок из пескa»                                  | Е.Хавтан, В.Степанцов                       | 3:55         |
| 12.                 | «Лучший город земли» (дуэт с Муслимом Магомаевым) | А.Бабаджанян, Л.Дербенёв                    | 2:58         |
| 13.                 | «Кpaсная стрелa»                                  | Е.Хавтан, В. Сюткин, С.Патрушев             | 3:31         |
| Общая длительность: | Общая длительность:                               | Общая длительность:                         | 38:58        |

## Музыканты
- Валерий Сюткин — вокал, гитара.
- Евгений Хавтан — гитара, вокал.
- Дмитрий Ашман — бас-гитара.
- Александр Степаненко — саксофон, губная гармоника.
- Сергей Бушкевич — труба.
- Павел Кузин — ударные, перкуссия.

приглашённые музыканты:
- Ким Брейтбург — hammond-орган, перкуссия (2, 4, 5, 6, 9, 12)
- Вадим Саралидзе, Людмила Рыжова, Лев Морозовский — струнные (6)
- Маша Кац, Лара Колосова — вокал (6,12)
- Ким Брейтбург — вокал (2,3,8,11)
- Муслим Магомаев — вокал (12)
- Продюсинг и сведение — Ким Брейтбург
- Запись звука — Сергей Рязанцев, Андрей Иванов, Павел Кузин
- Альбом сведен и записан в студии SNC records с 18 октября по 10 ноября 1994 года
- Мастеринг — SBI records
- Дизайн обложки — Евгений Жилинский
- Компьютерный дизайн — Павел Семенов

## Кавер-версии
- В 2023 году версию песни «Любите, девушки» записали участники проекта #МУЗЫКАВМЕСТЕ с острова Сахалин[4].